# Iglesia de Santa Catalina de Alejandría (Angri, Italia)
La Iglesia de Santa Catalina de Alejandría, se encuentra en la calle Plaza Don Enrico Smaldone, antiguamente nombrada como Plaza Trivio.

## Historia
Se desconoce el año exacto de fundación de la iglesia, pero las primeras noticias se remontan al siglo XV, se sabía que había un oratorio llamado con el nombre de spogliaturo (vestuario), donde los cofradías de la congregación se cambiaban de ropa para las celebraciones de las masas.
También en el siglo XV, los cofrodías de la congregación fundaron el primer hospital en el valle de Nocerino-Sarnese, para hospitalizar y tratar las necesidades pobres y enfermas de la ciudad y sus alrededores y también para albergar a los peregrinos.[cita requerida] El hospital de la congregación estuvo en funcionamiento hasta el advenimiento de la República Napolitana, a principios del siglo XIX, ya que el gobierno de la república incautaría todas sus actividades.[cita requerida]
En el siglo XVII, la congregación también estableció una casa de empeño que otorgaba pequeños préstamos en efectivo a sus cofradías y a cualquiera que estuviera en dificultades financieras. Al comienzo de su actividad, la casa de empeño de la Congregación no solicitó ningún interés sobre el dinero prestado a los cofradías y los necesitados, pero poco después todos los préstamos financiados recibieron un interés moderado. Gracias a todos los beneficios generados por las suscripciones de los solicitantes, en 1685 se fundó la institución "Pio Monte dei Morti" (), para apoyar a las almas de los muertos con celebraciones de santas misas.
A las 04:00 de la madrugada del día 30 de noviembre de 2017, se cayó una campana que estaba dentro del campanario, debido al fuerte viento y al mal clima, por suerte no hubo víctimas ni daños.
En la mañana del 7 de mayo de 2018, se instaló una nueva campana para reemplazar la anterior.
Cada 25 de noviembre se celebra la memoria litúrgica de Santa Catalina de Alejandría y la fiesta en la plaza Don Enrico Smaldone, adyacente a la congregación.